# 桐桷寨摩崖造像
桐桷寨摩崖造像位於四川省南充市蓬安縣，文物遺址年代判定為唐。2012年7月16日公佈為第八批四川省文物保護單位。
桐柏寨摩崖造像位於四川省南充市蓬安縣長梁鄉桐柏寨村。座東向西，共有七龕造像，大小造像33尊，呈南北向一字排列佈局，其中1、2、7號三龕保存較好，內容完整，其余龕有不同程度的風化。分佈在高7.5米，寬12米的山體崖壁上，距地面高度3.2米。1號龕為圓拱型龕，寬1米，高1.2米，龕內雙觀音浮雕像，通高均為0.9米。頭戴花冠，面相方圓豐滿，眼目微睜，面帶微笑，手持淨瓶、楊枝，身著披肩長巾，曳裙飄舞，體態娟娜多姿。面部及手臂局部殘缺。2號龕為一佛二弟子二菩薩二力士七尊式造像，圓拱型龕，寬1.5米、高1.6米，主像結跏趺坐於蓮臺上，坐高0.7米，底高0.45米，身著通肩袈裟，雙手置於腹前，施禪定印，寶珠形背光，背面陰刻天王像，左右兩側分別為阿難、迦葉像立像，通高0.7米。二菩薩立像，通高0.68米，頭戴寶冠，披巾長裙，左小臂向前平伸，右小臂上舉，衣紋瓔珞流暢華麗，面部微笑，神態端祥。二力士造像面殘，頸下飾尖形項圈，上身袒露，下身著裙，腰間束帶，手臂殘，一腿前伸，一腿向後，著舉步狀，身體側向龕門，通高0.6米。7號龕寬1米，高1.2米，圓拱龕，造像內容及形制與2號龕基本一致，但主像的服飾與2號龕有差異，內著僧袛支，外著雙領下垂式袈紗，通高0.8米，弟子、菩薩均通高為0.6米，力士通高0.5米。該處造像從龕窟形制、裝飾、造像風格方面、具備明顯的唐代造像特徵，為研究唐代嘉陵江中游地區佛教造像的分佈狀況及傳播範圍提供了寶貴的實物資料。2010年，桐柏寨摩崖造像被南充市人民政府公佈為市級文物保護單位。